# Amazing (песня Aerosmith)
«Amazing» — песня американской группы Aerosmith.
Видеоклип к этой песне был вторым из трёх клипов группы Aerosmith («Cryin’», «Amazing», «Crazy»), в которых снялась Алисия Силверстоун). Снял все три клипа режиссёр Майкл Коллнер (англ. Michael Callner).
В клипе «Amazing» Силверстоун играет объект виртуальных фантазий молодого парня. Клип был выдвинут на несколько видеонаград MTV.

## Список композиций
| №  | Название                     | Длительность |
| -- | ---------------------------- | ------------ |
| 1. | «Amazing» (LP Version)       | 5:59         |
| 2. | «Amazing» (Orchestral)       | 5:59         |
| 3. | «Amazing» (Acoustic)         | 5:57         |
| 4. | «Gotta Love It» (LP Version) | 5:59         |

## Чарты

### Итоговые чарты за год
| Чарт (1994)             | Наив. поз. |
| ----------------------- | ---------- |
| США (Billboard Hot 100) | 72         |